# Antriebsformel

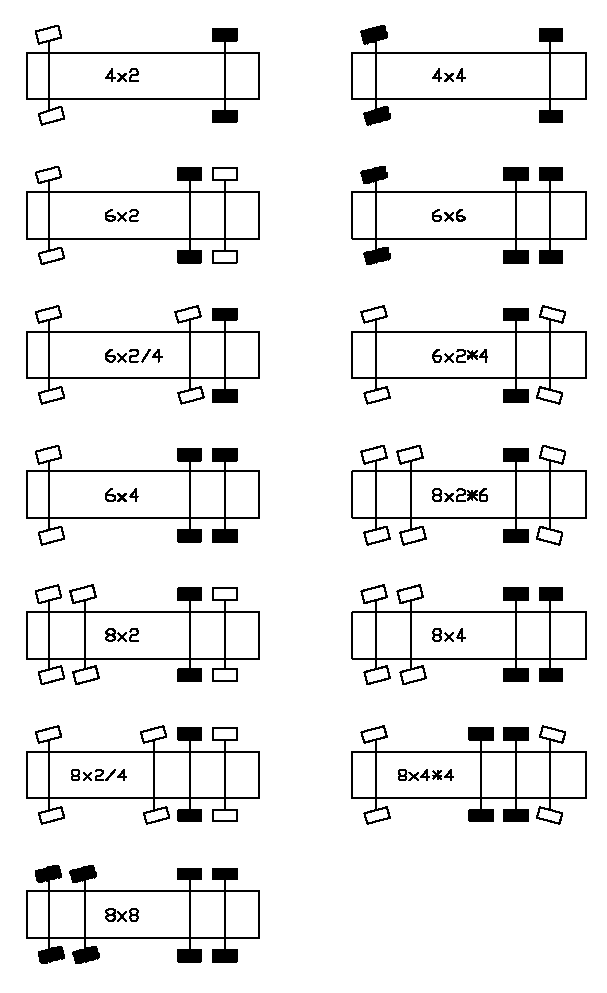
Radkonfigurationen – Die Fahrtrichtung ist von rechts nach links. Schwarz gezeichnete Räder bezeichnen angetriebene Räder

Als Antriebsformel oder Radformel bezeichnet man eine Schreibweise zur Kenntlichmachung der Antriebsart von Kraftfahrzeugen mit vier oder mehr Rädern.

## Bildung von Antriebsformeln
Um zu verdeutlichen, wie viele der Achsen bzw. der Räder angetrieben sind, hat sich folgende Schreibweise etabliert:
{\displaystyle {\text{(Zahl der Räder)}}\times {\text{(Zahl der angetriebenen Räder)}}}
In erweiterter Form wird bei LKW noch die Zahl der gelenkten Achsen angehängt:
{\displaystyle {\text{(Zahl der Räder)}}\times {\text{(Zahl der angetriebenen Räder)}}/*-{\text{(Zahl der gelenkten Räder)}}}
Dabei bedeuten
- /: die vorderen Räder des Hinterachspakets sind gelenkt (Vorlaufachse)
- * oder –: die hinteren Räder des Hinterachspakets sind gelenkt (Nachlaufachse)
- (): Zahlen in Klammer bezeichnen nicht angetriebene, ungelenkte hintere Räder.

Es wird dabei von der Standardkonfiguration ausgegangen, in der die vorderen Achsen gelenkt sind und die hinteren nicht. Wenn nur die Vorderräder gelenkt werden, kann der hintere Teil der Formel weggelassen werden.
Die Bezeichnung von gelenkten Vorlaufachsen und Nachlaufachsen in LKW ist innerhalb der Hersteller nicht einheitlich. MAN bezeichnet z. B. eine Vorlaufachse mit einem „/“, eine Nachlaufachse mit einem „-“, eine zwillingsbereifte Nachlaufachse mit einem „=“ und eine Kombination aus Vor- und Nachlaufachse mit einem „/-“, unabhängig davon, ob die Vor- oder Nachlaufachsen gelenkt oder nicht gelenkt ist. Andere Hersteller unterscheiden in der Radformel nicht zwischen Vorlauf- und Nachlaufachse, sondern fügen weitere Bezeichnungen wie z. B. VLA oder NLA hinzu.
Mit zunehmender Verbreitung von sogenannten Hilfslenksystemen – diese arbeiten zumeist hydraulisch/hydraulisch als Verdrängersystem oder elektronisch-hydraulisch mit Proportional-Ventiltechnik – sind Sonderformen immer häufiger im Straßenbild zu sehen. In einigen Anwendungen, z. B. bei Abfallsammelfahrzeugen oder fünfachsigen Fahrgestellen, gehören zusätzliche Lenkachsen zur Standardausstattung.

## Beispiele für Antriebsformeln

### Zwei Achsen
Häufigste Anordnung bei PKW und zweiachsigen LKW ist 4×2, also vier Räder, wovon entweder die hinteren oder die vorderen angetrieben sind. Besonders bei Pkw spricht man stattdessen üblicherweise von Vorderradantrieb oder Hinterradantrieb. Sitzt der Motor „an“ bzw. „auf“ der angetriebenen Achse, spricht man von Frontantrieb oder Heckantrieb.

4×2-Vorderradantrieb
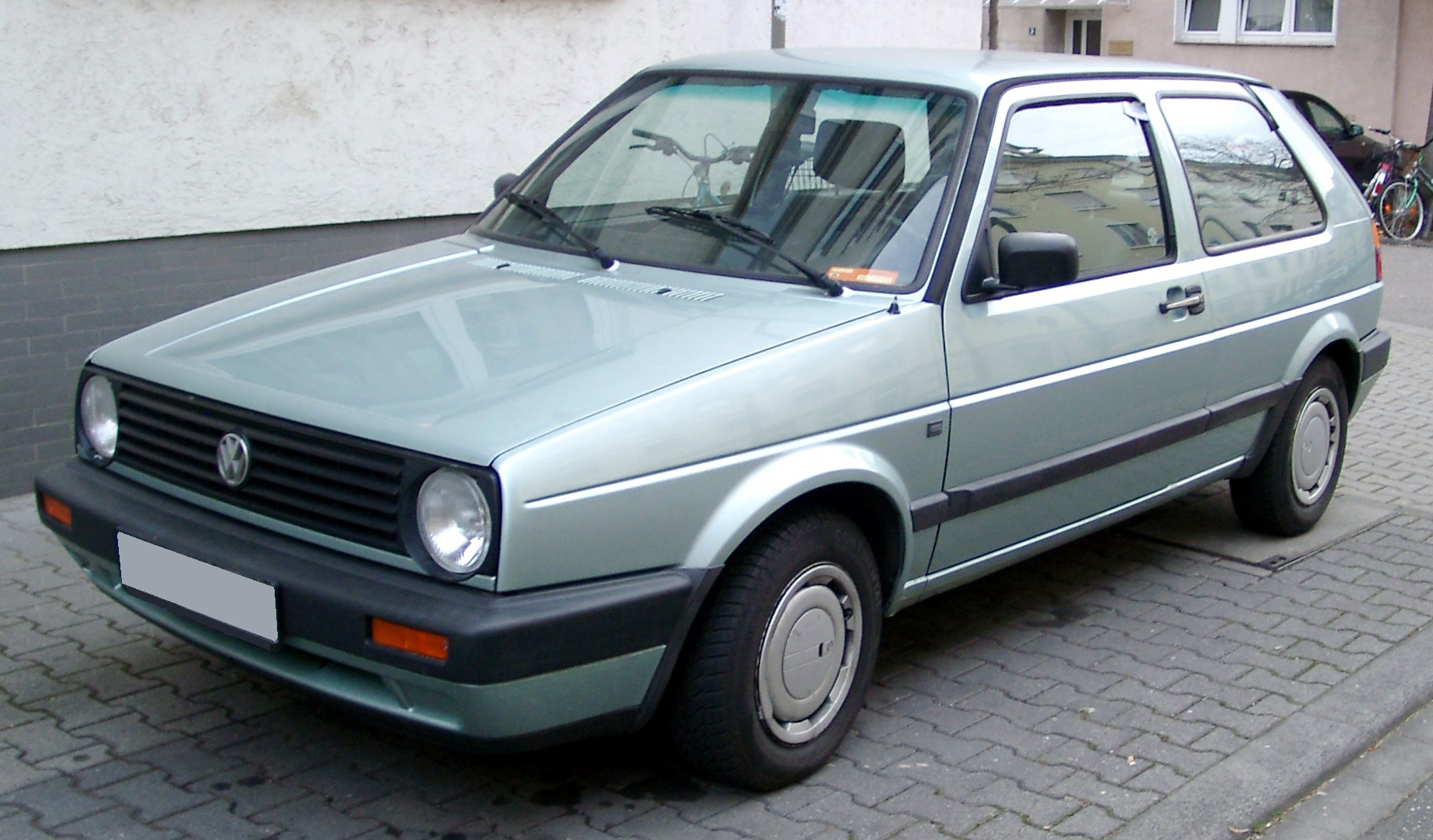
VW Golf mit Frontantrieb
4×2-Hinterradantrieb
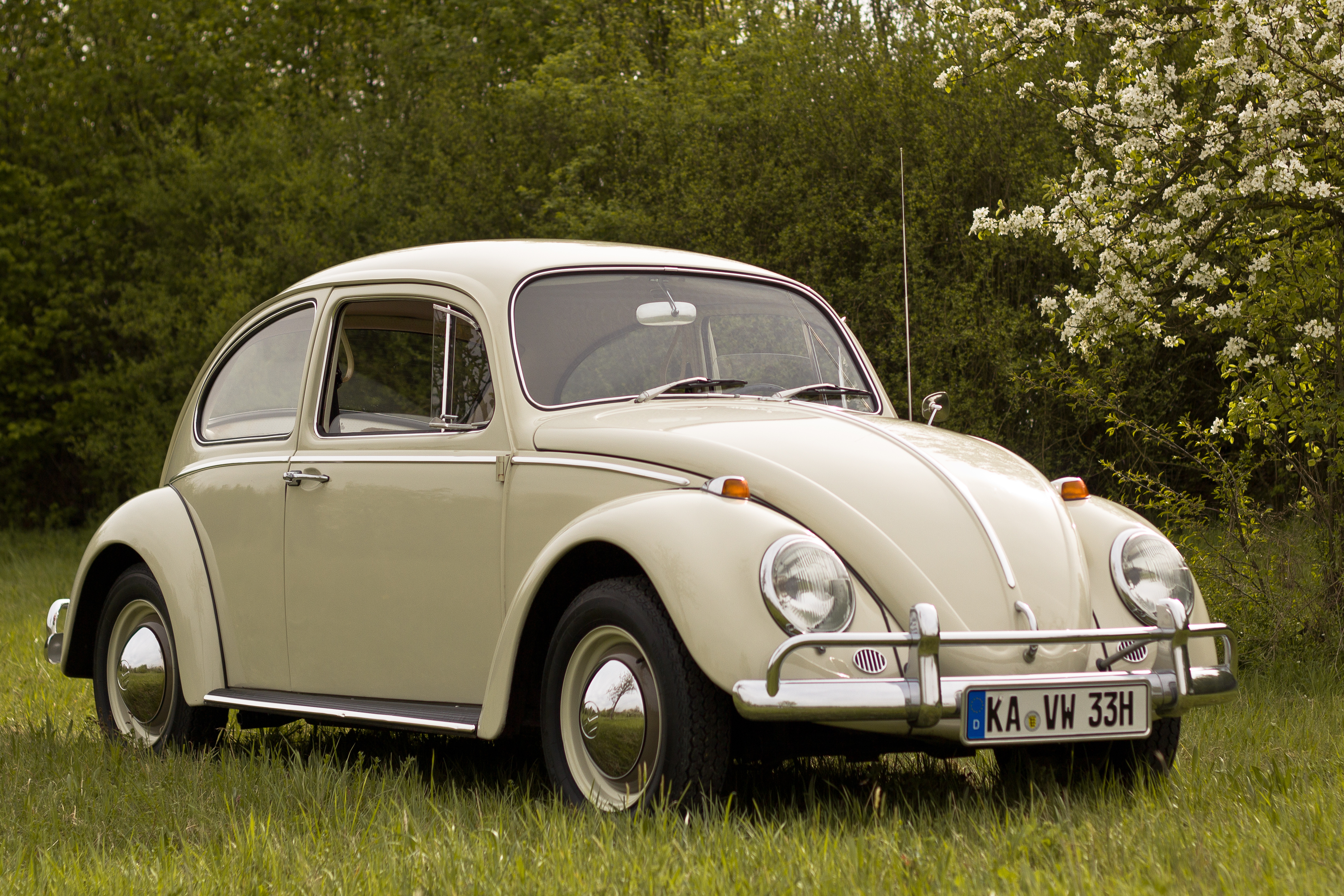
VW Käfer mit Heckantrieb
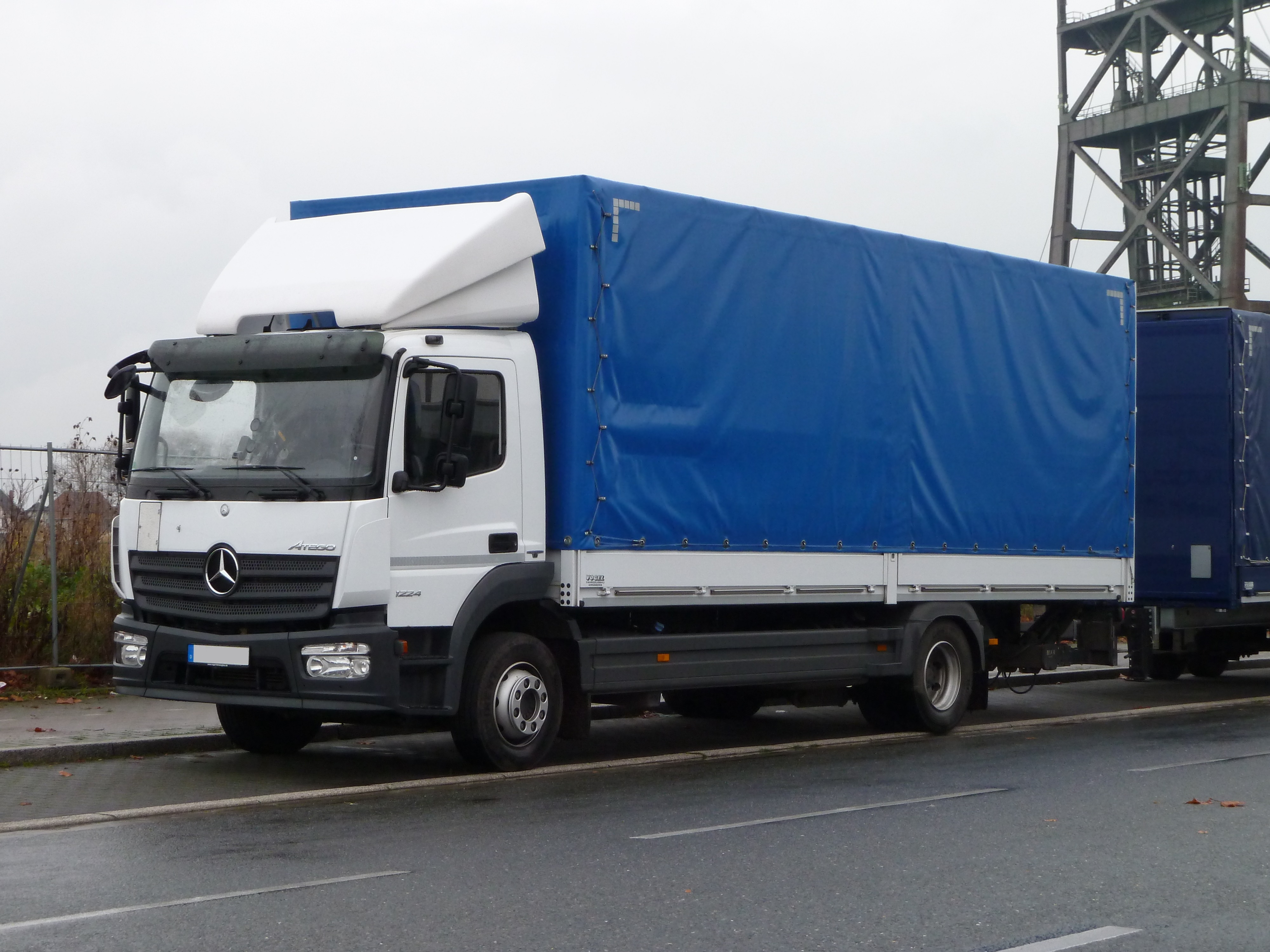
LKW mit Hinterradantrieb

Die Formel 4×4 ist gängiges Synonym für zweiachsige Fahrzeuge mit Allradantrieb, beispielsweise Geländewagen.

Radformel 4×4
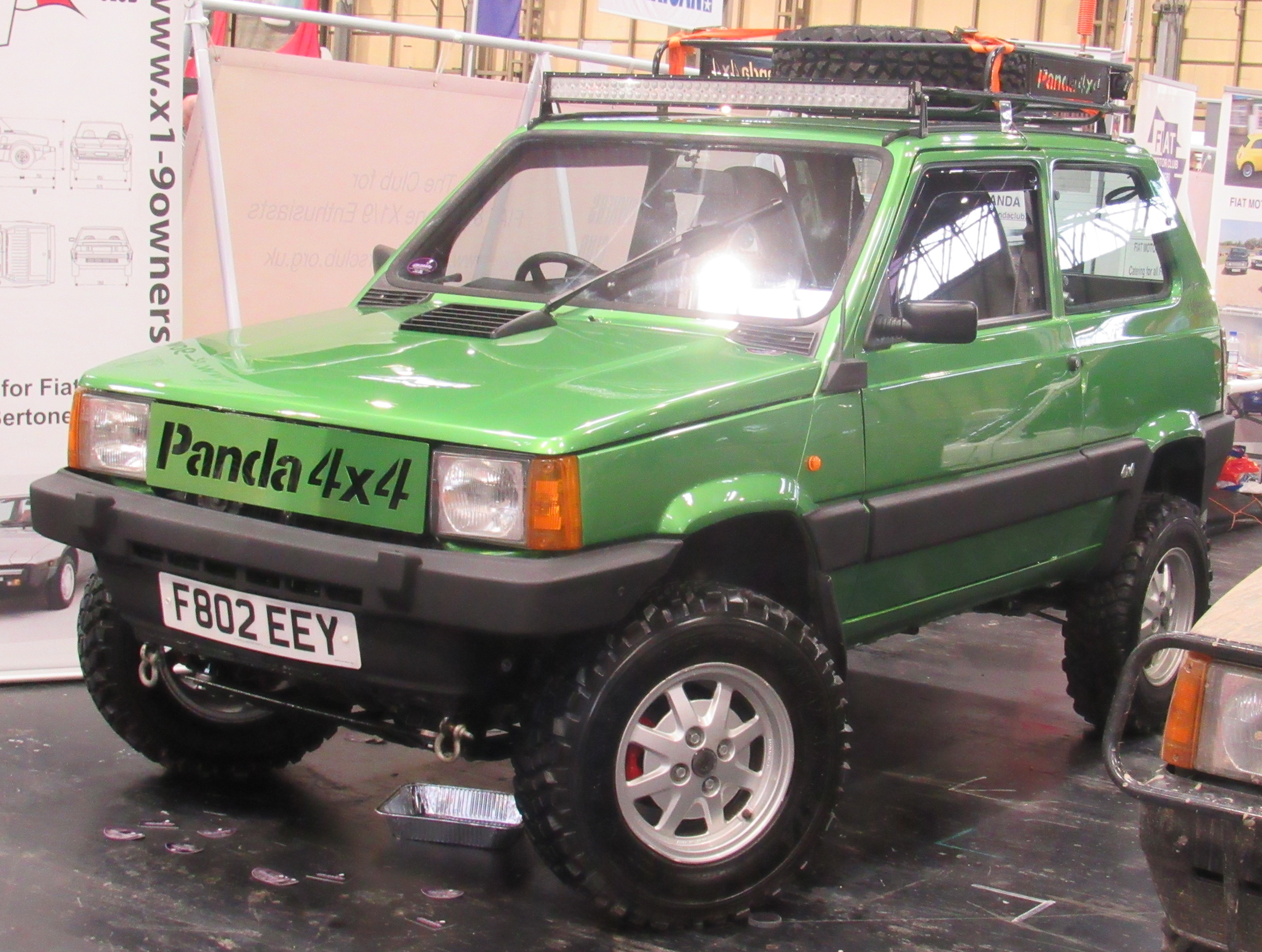
Fiat Panda 4×4
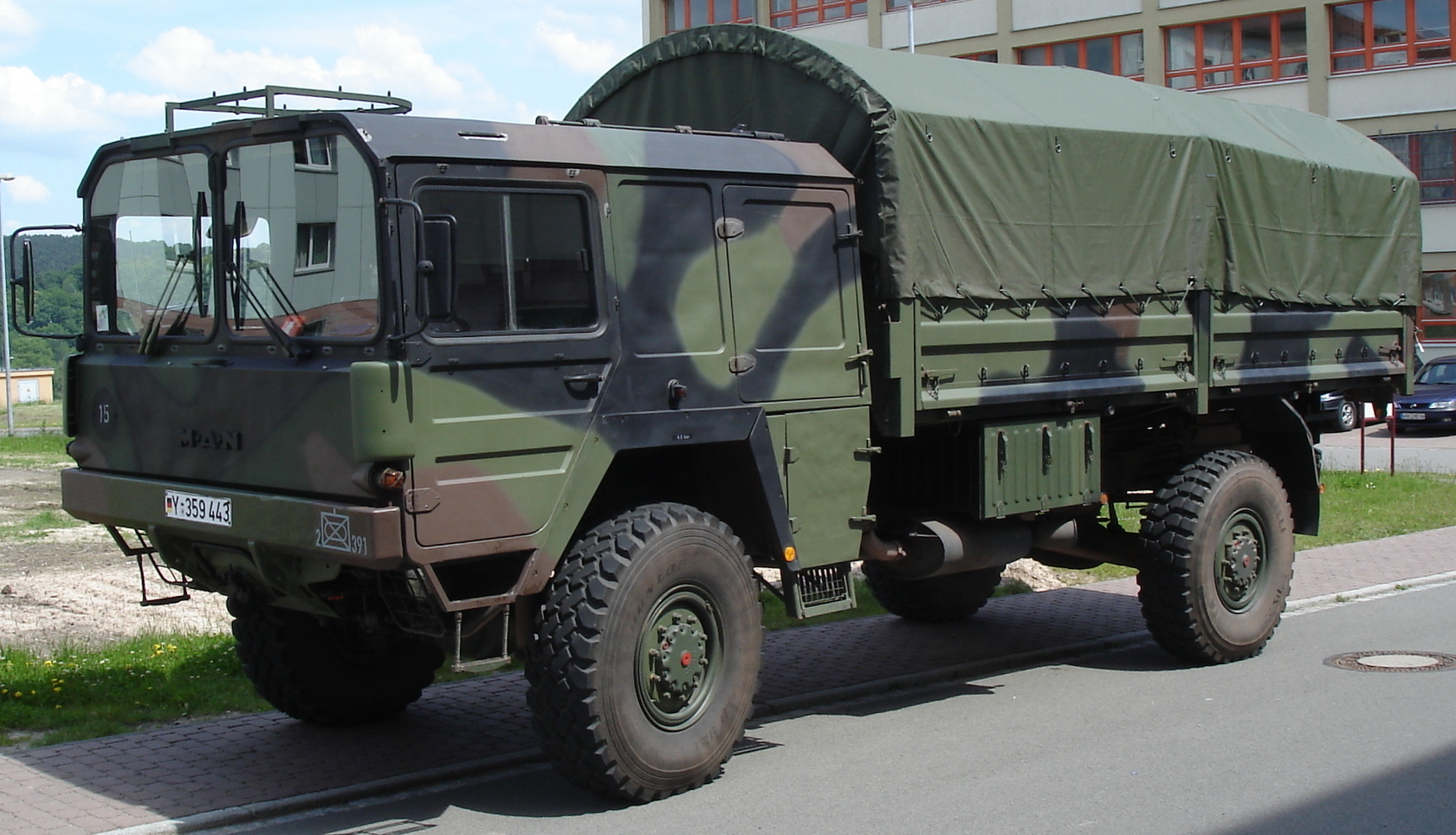
MAN gl 4×4

### Drei Achsen
Wird bei einem dreiachsigen Fahrzeug nur eine Achse angetrieben, lautet die Antriebsformel allgemein 6×2. Sonderformen sind zum Beispiel Sattelzugmaschinen in Großbritannien, häufig mit 6×2/4, dieser Typ wird oft als Pusher bezeichnet. Gelenkbusse haben häufig 6×(2)2 bei Hinterradantrieb („Schub-Gelenkbus“), historische Gelenkbusse mit Antriebsachse in der Mitte vor dem Gelenk dagegen 6×2(2) („Zug-Gelenkbus“).

Radformel 6×2*4
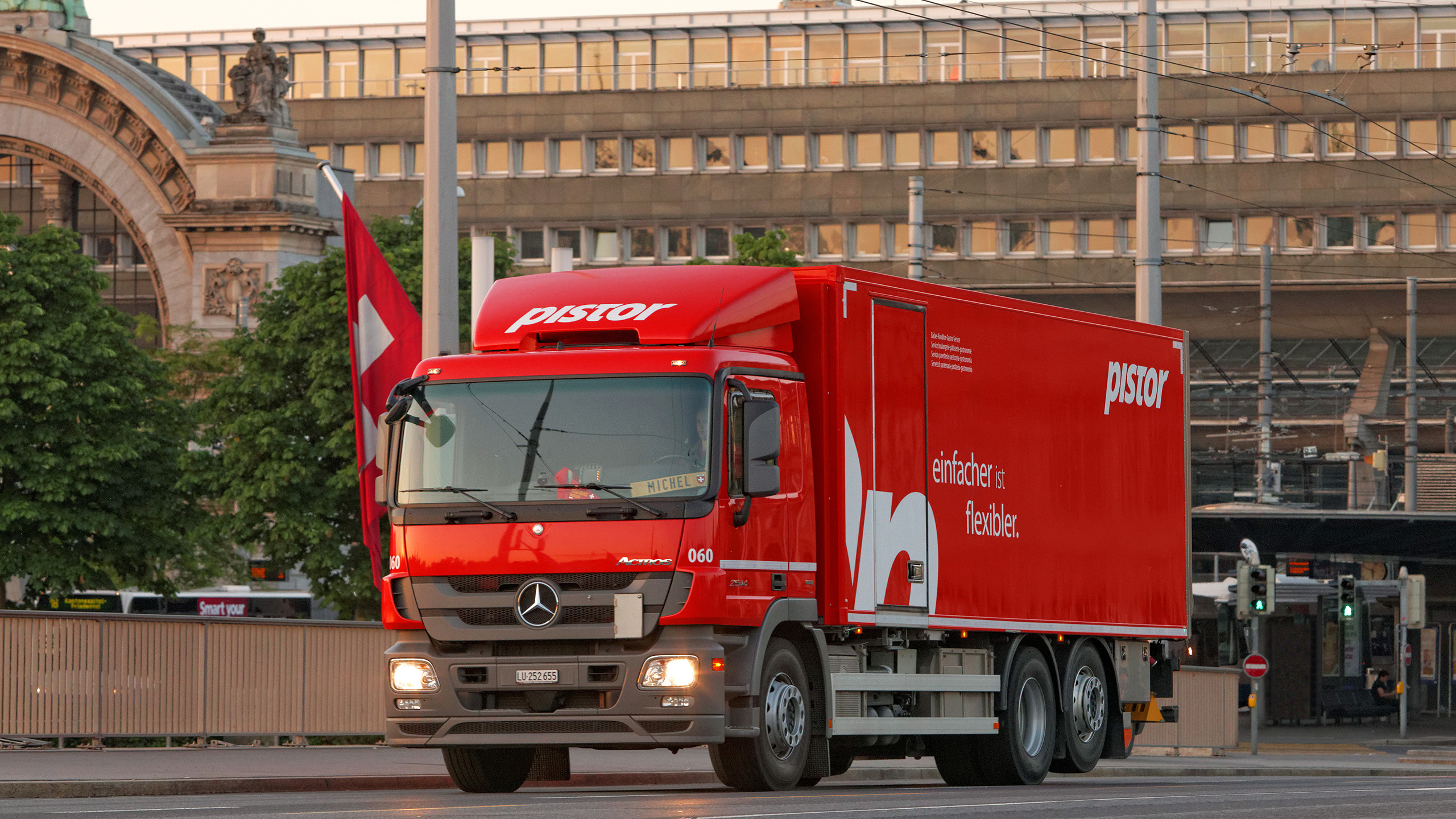
Mercedes-Benz Actros
Radformel 6×2/4
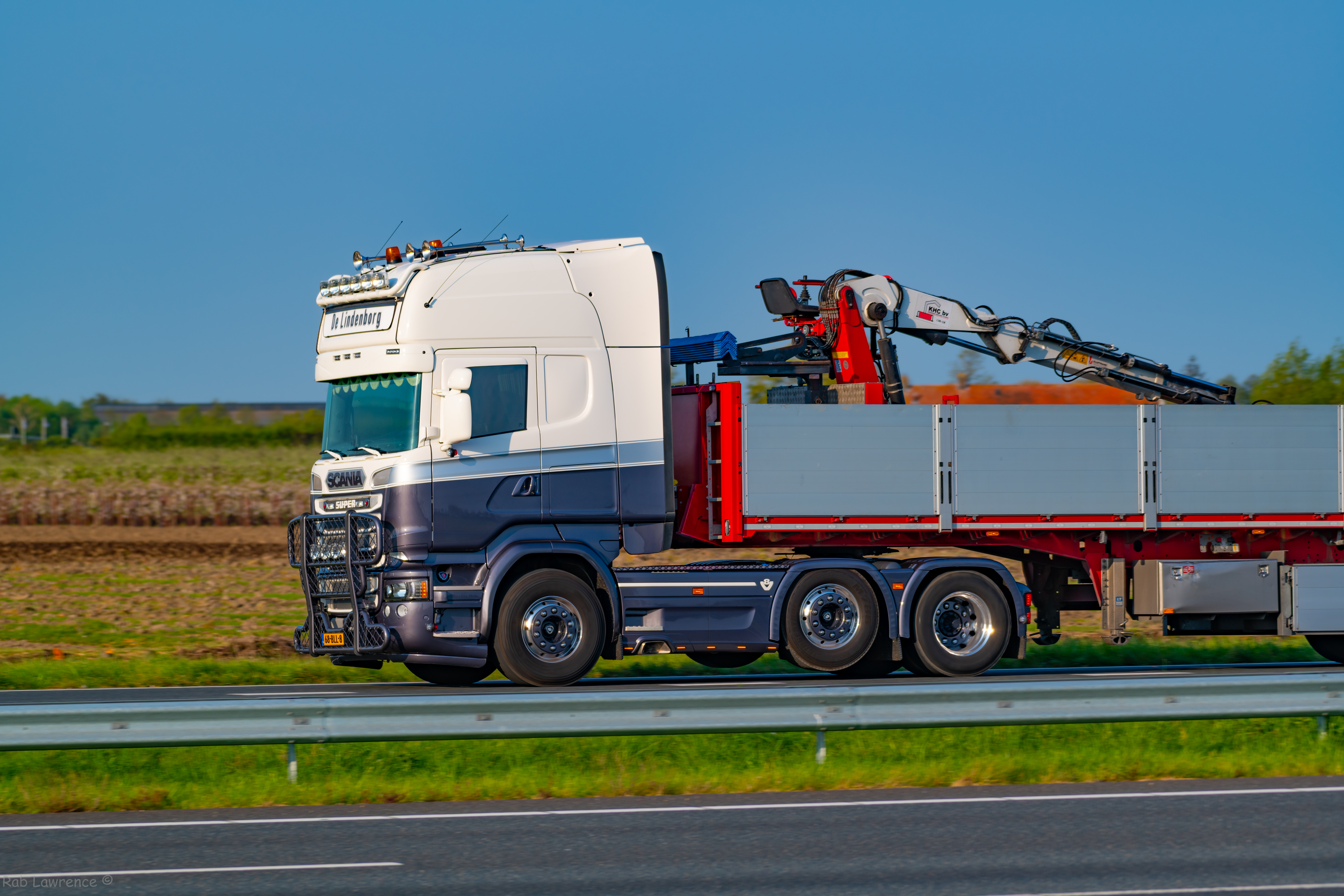
Scania mit Vorlaufachse

Fahrzeuge mit drei Achsen und Allradantrieb haben die Antriebsformel 6×6. Das betrifft zum Beispiel Lastwagen, (modifizierte) Geländewagen (z. B. Land Rover, Range Rover oder Chevrolet-Pick-ups) oder auch Quads von Polaris.

Radformel 6×6
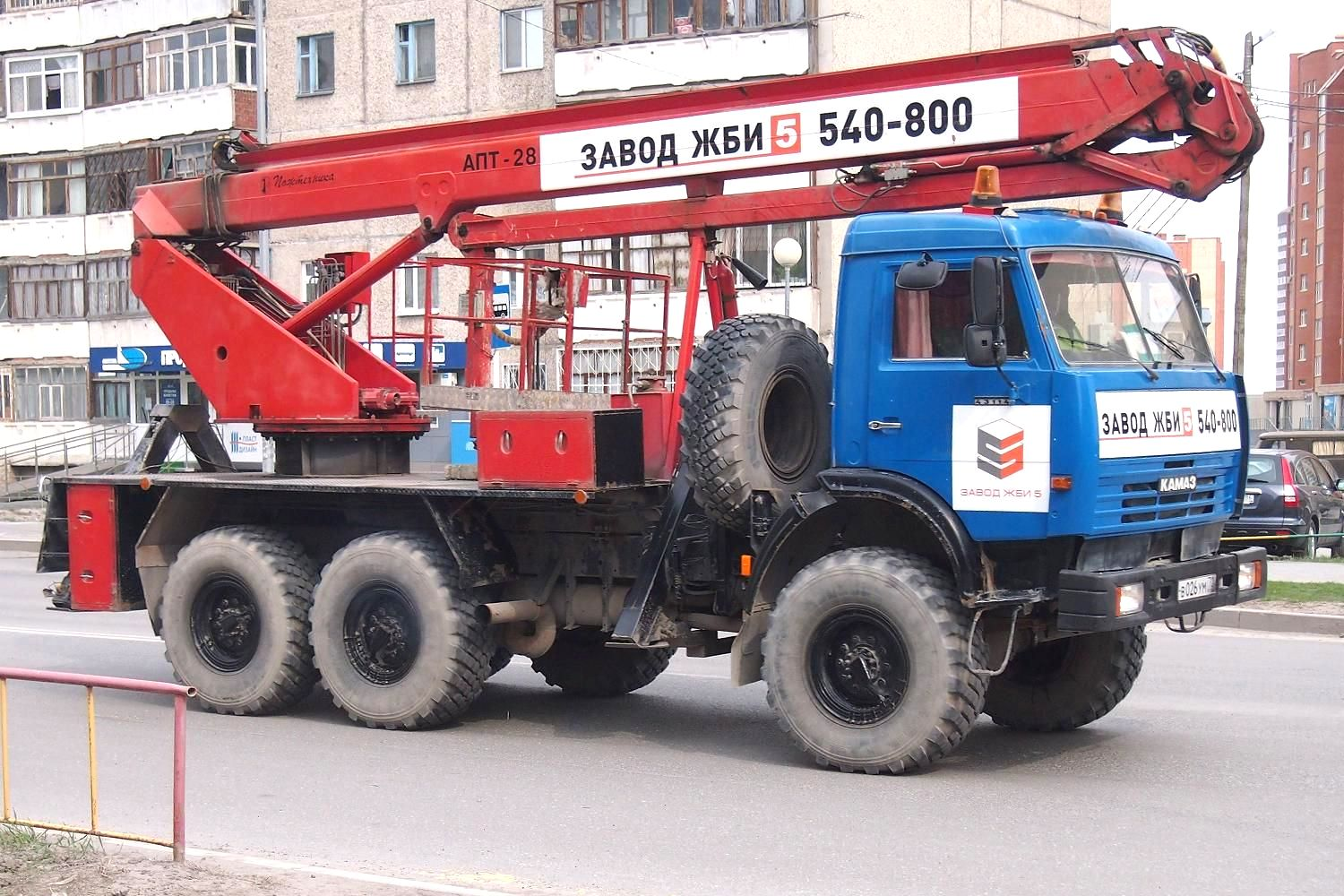
KamAZ-43114
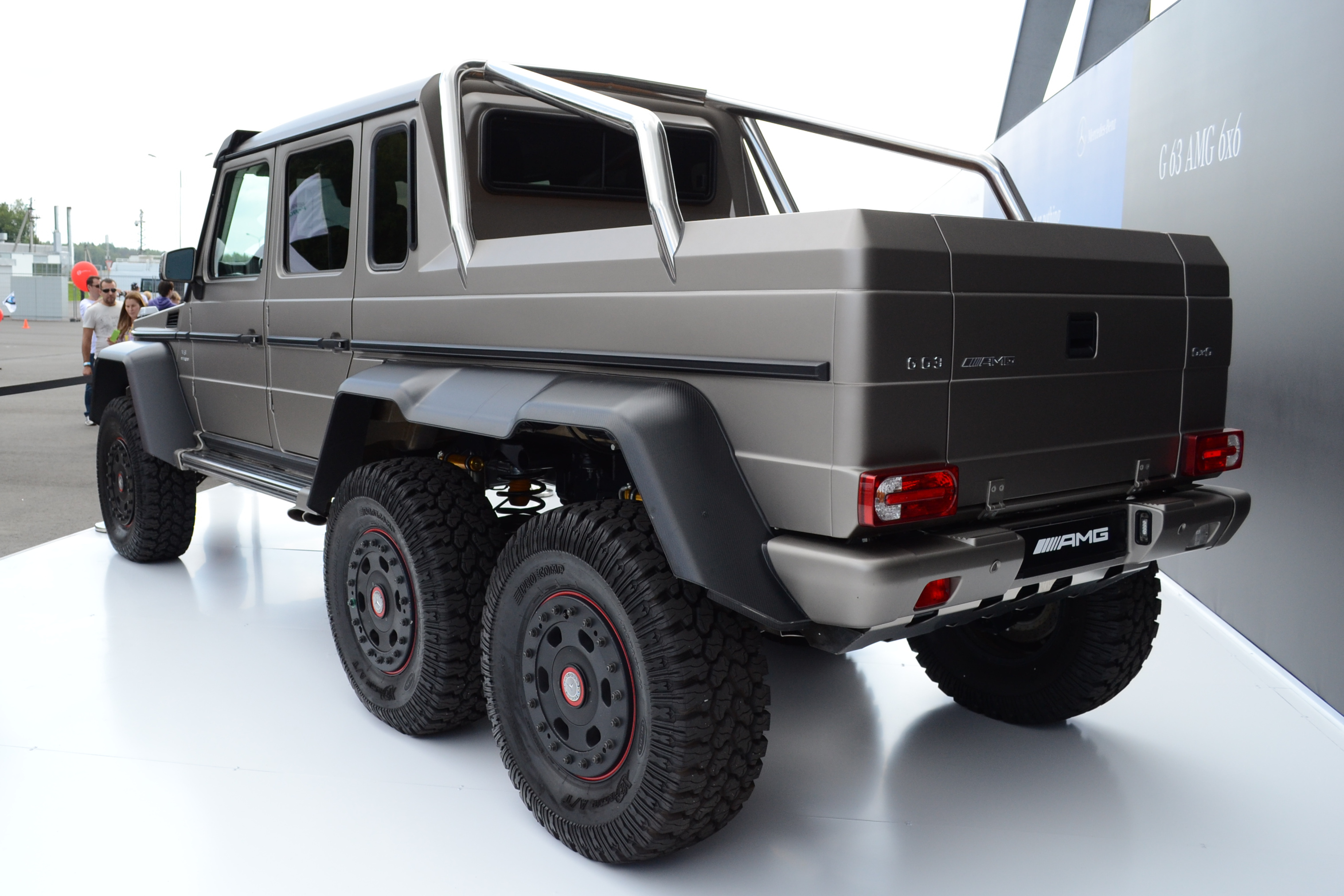
Mercedes-Benz G-Klasse

### Vier Achsen
Fahrzeuge mit insgesamt vier Achsen, von denen nur eine angetrieben wird, werden als 8×2 bezeichnet. Historische Gelenkbusse mit zweiachsigem Nachläufer nach dem Gelenk haben 8×2(4) und sind damit ebenfalls „Zug-Gelenkbusse“.

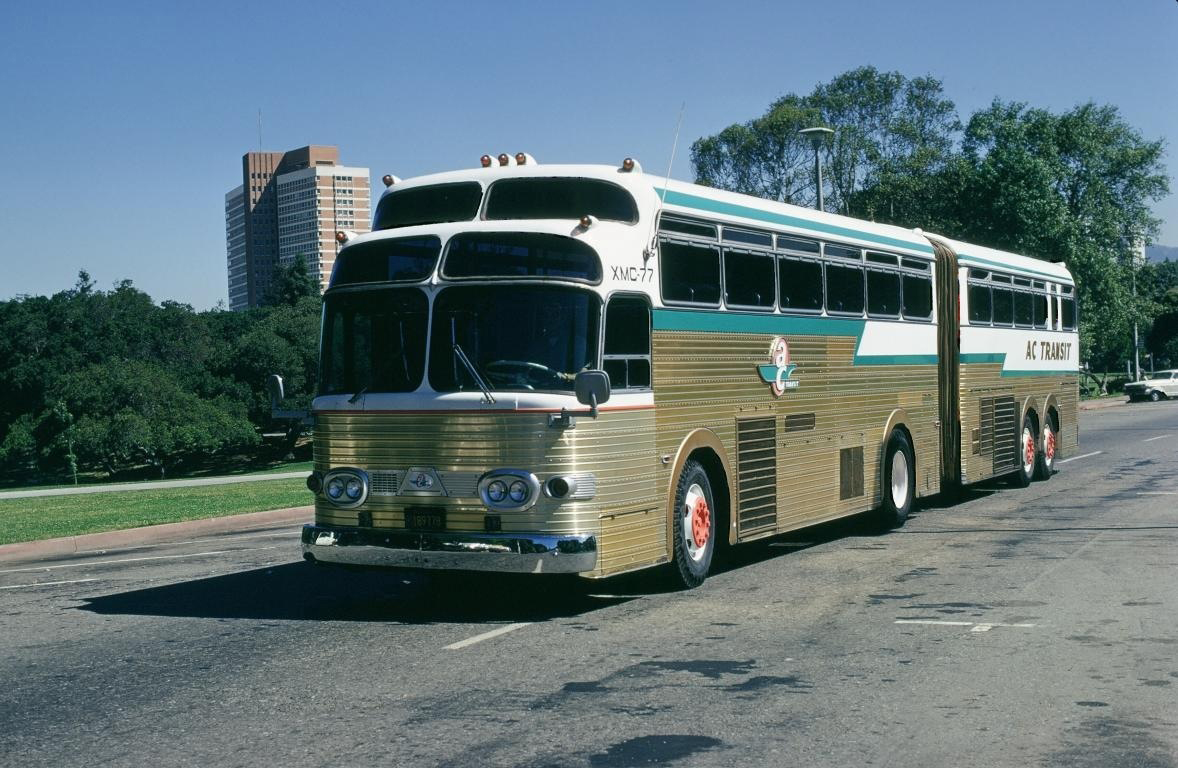
US-amerikanischer Prototyp von 1958 ohne zusätzliche Lenkachsen
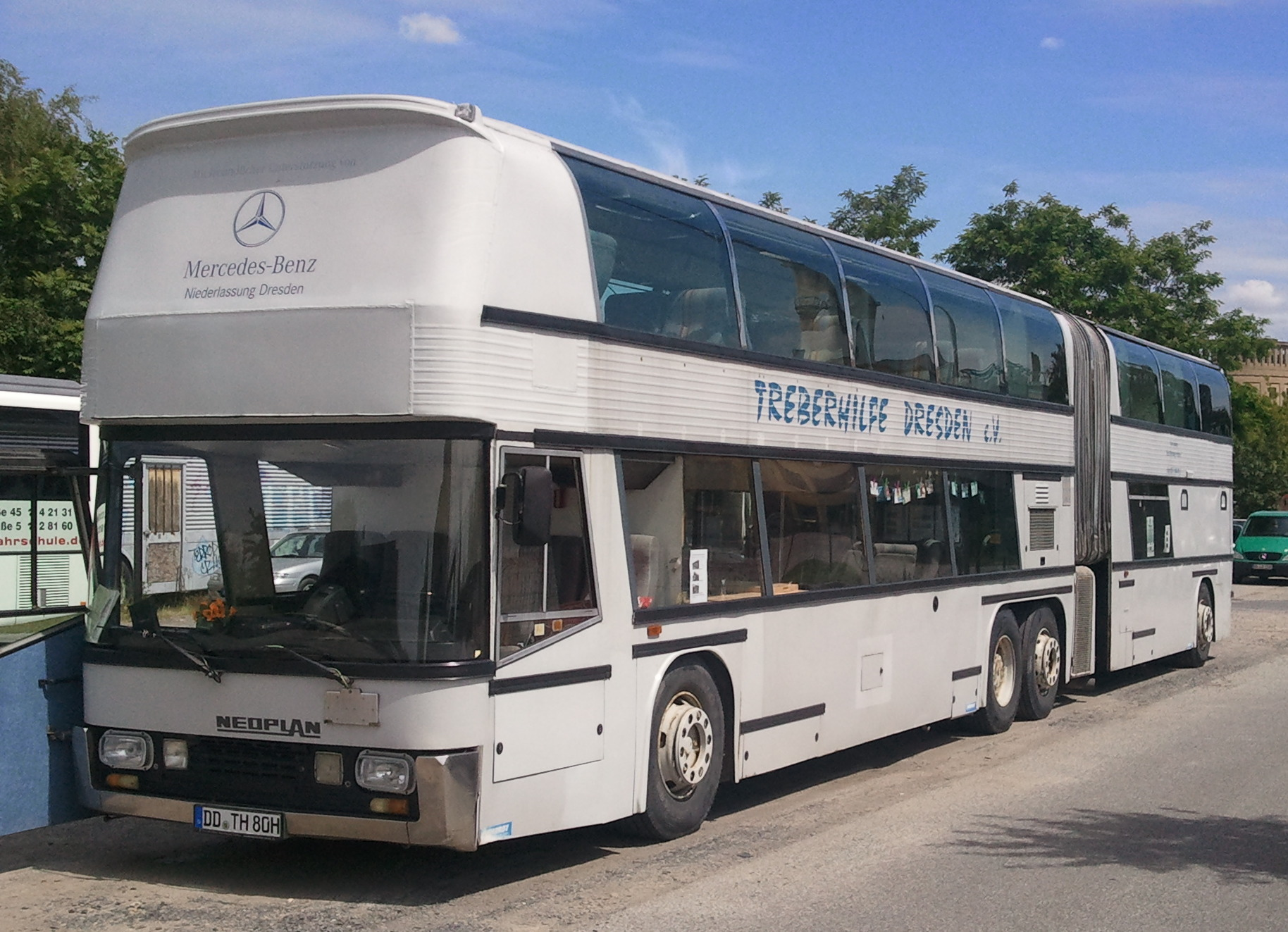
Neoplan Jumbocruiser

Radformel 8×4
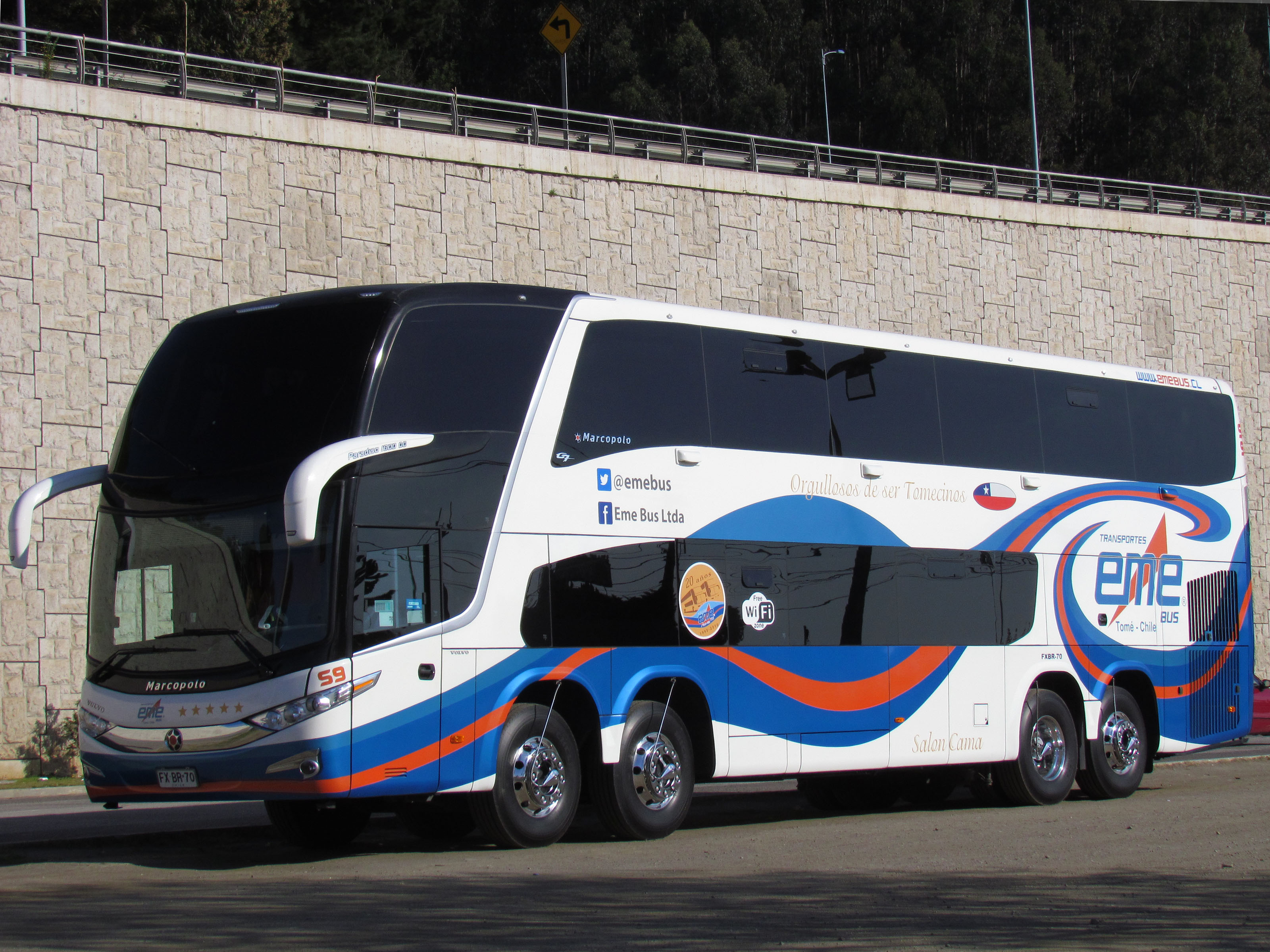
Reisebus mit zwei Lenk- und zwei Antriebsachsen (8×4)
Radformel 8×4*4
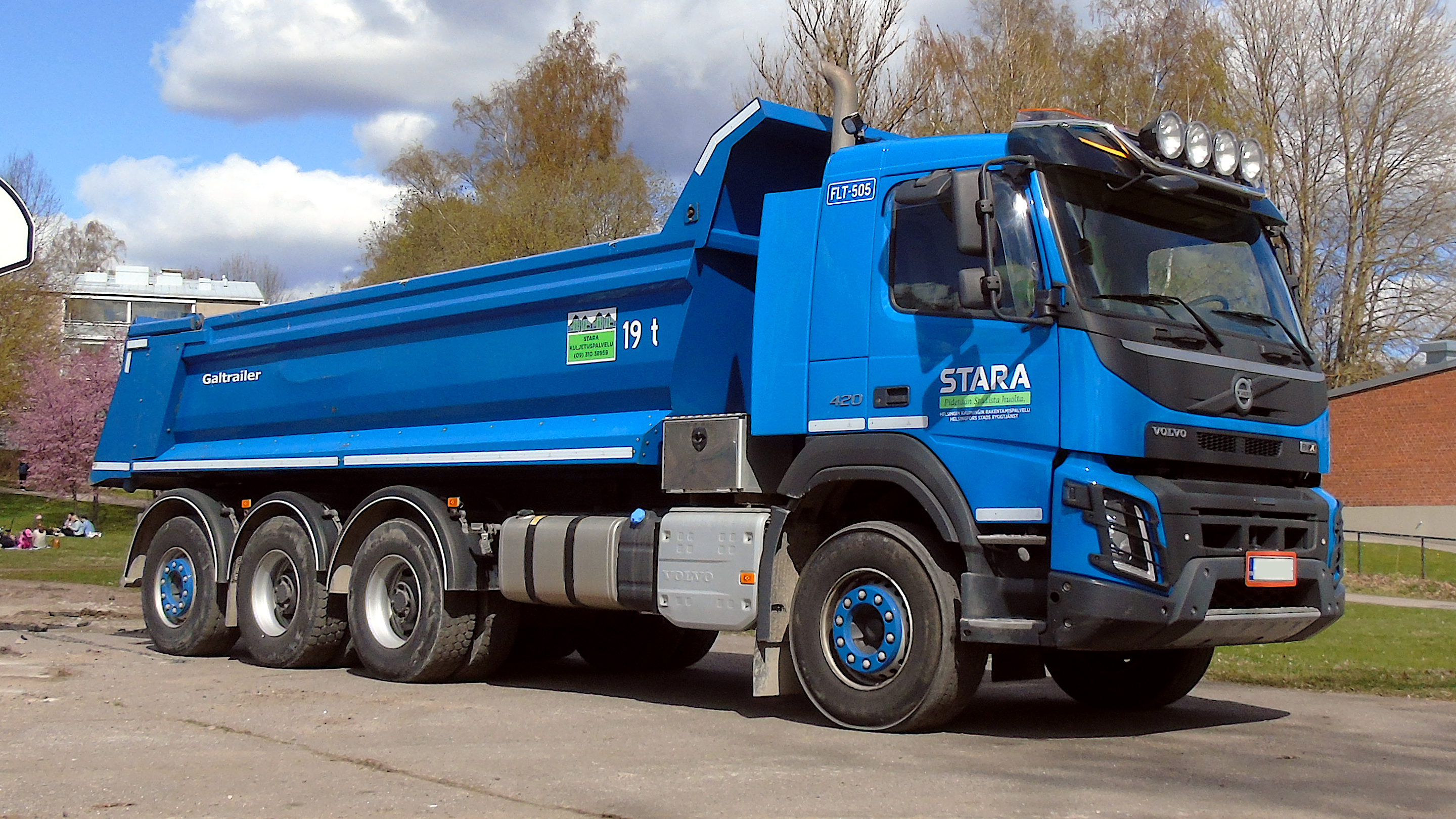
Volvo-Muldenkipper FMX 420 (8×4)

Fahrzeuge mit vier Achsen und Allradantrieb werden als 8×8 bezeichnet.

Radformel 8×8
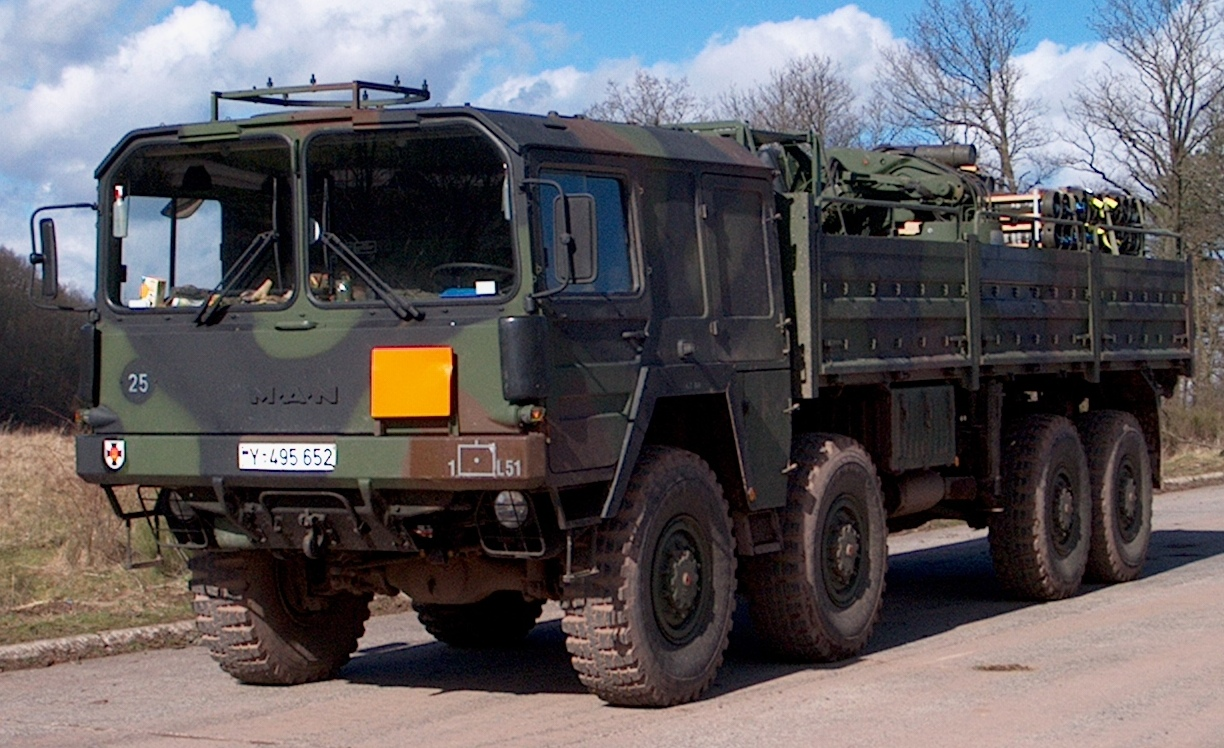
MAN gl 8×8

### Fünf und mehr Achsen
- Schwerlastzugmaschinen, sofern nicht mit vier oder weniger Achsen ausgestattet, werden als 10×8, seltener 10×10 oder auch 12×8 gebaut.
- Der Oshkosh-Lkw vom Typ HEMTT, die Mowag Piranha-Panzerwagen der Generationen II und IIIC, der schwere tschechische Lkw Tatra T 816 Force sowie der MAN HX bzw. SX werden in einer 10×10-Version angeboten.
- Die höchste Anzahl angetriebener Achsen findet man bei den mobilen Raketenstartfahrzeugen für sowjetische Mittelstreckenraketen, wozu der MAZ-7916 (für Pioner-3-Raketen) mit der Antriebsformel 12×12, der MZKT-79221 (für Topol-M-Raketen) mit 16×16, sowie der Versuchsträger MAZ-7907 mit 24×24 zählen. Teilweise sind alle Achsen lenkbar.

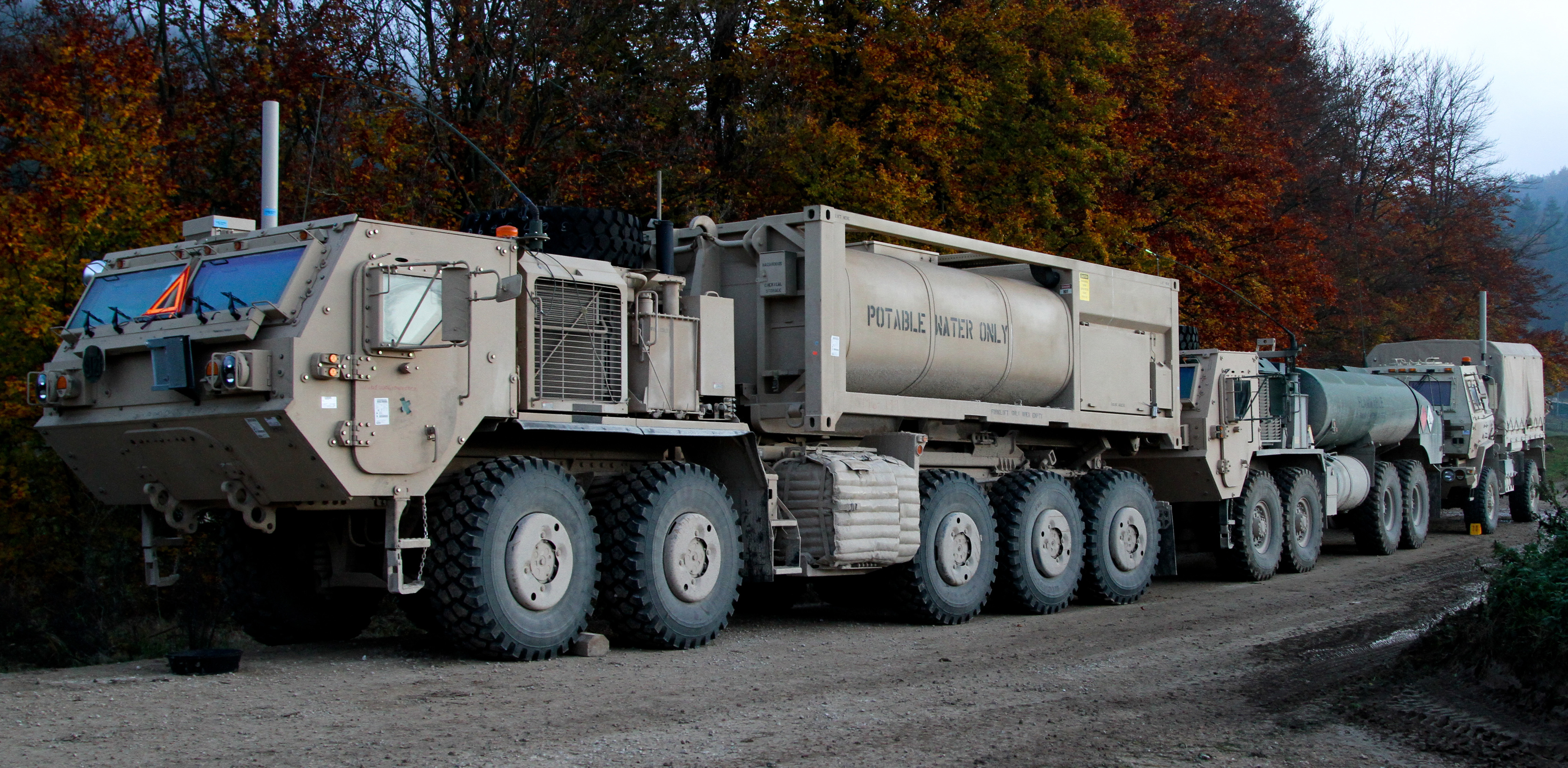
HEMTT (10×10 vorne, dahinter als 8×8)
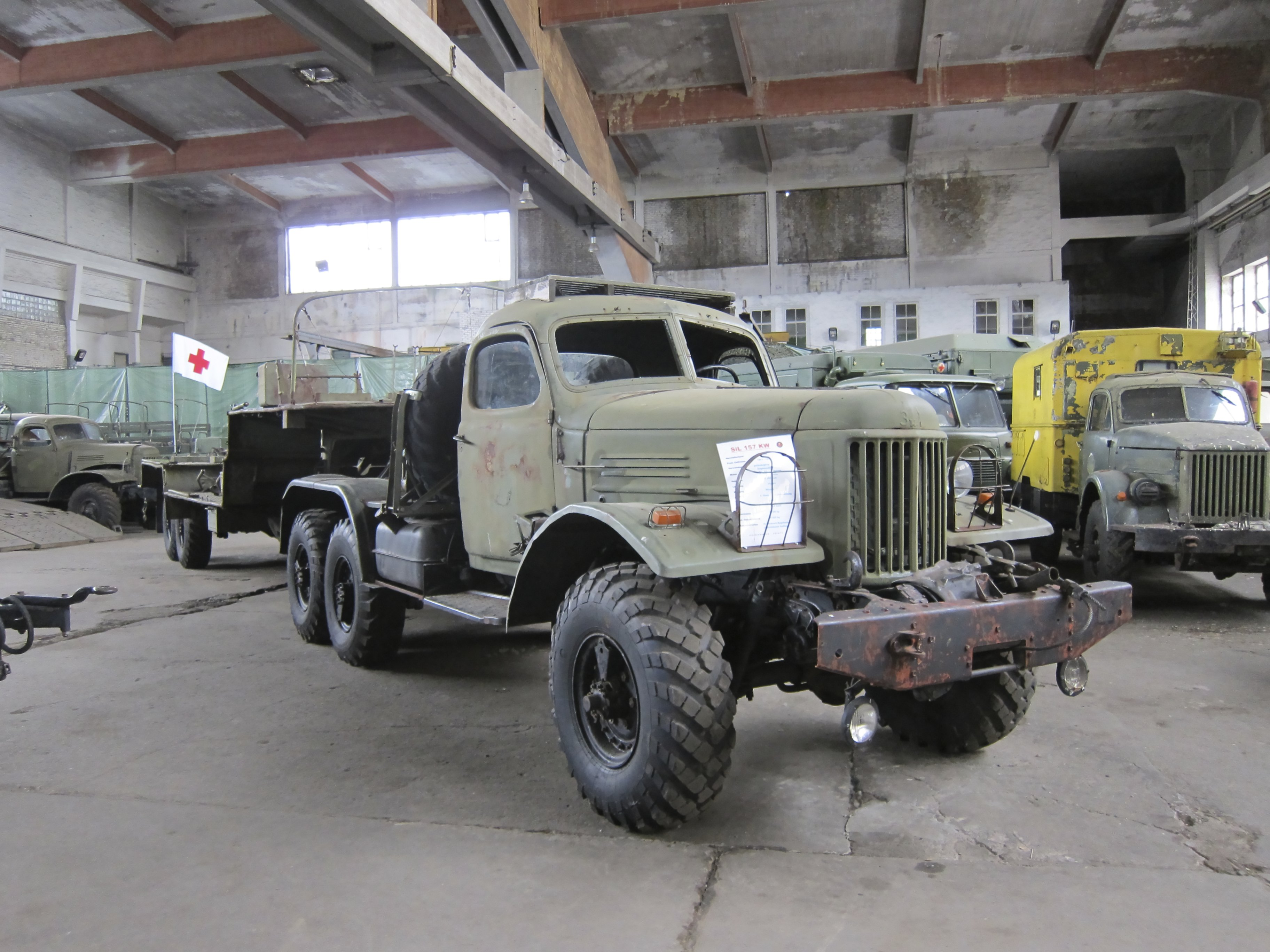
Sowjetischer ZIL-157W mit angetriebenem Sattelauflieger (10×10)
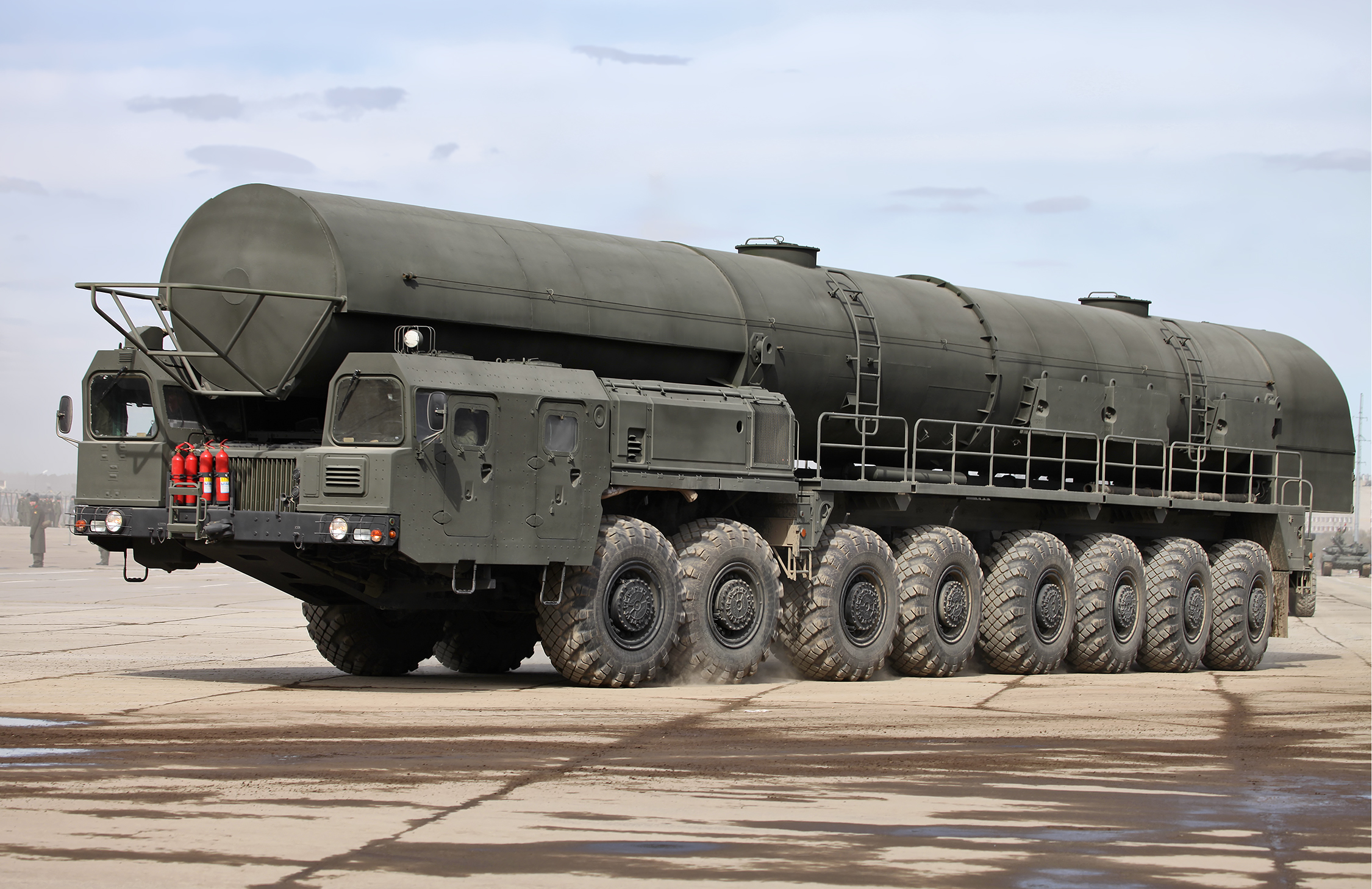
MZKT-79221 (16×16)
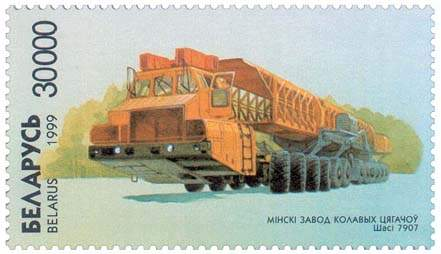
MAZ-7907 (24×24)